# District de Haman
Le district de Haman est un district de la province du Gyeongsang du Sud, en Corée du Sud.